# Мало Поље (Ајдовшчина)
Мало Поље је насеље у општини Ајдовшчина, покрајини Приморска која припада Горишкој регији у Републици Словенији.
Насеље површине 7,91 км², налази се на надморској висини од 786,2 метра У насељу према попису из 2002. живе 82 становника.